# 木村浩一郎
木村 浩一郎（きむら こういちろう、1969年11月18日 - 2014年10月28日） は、日本のプロレスラー、総合格闘家。

## 来歴
大東文化大学在学中の1989年、サブミッション・アーツ・レスリング（S.A.W.）に入門して格闘家としての活動をスタートした。1990年、FMWに参戦。7月18日の岡崎市体育館興行における三宅綾戦でプロレスデビュー。その後W★INGに参加し、柔道の徳田光輝、空手・誠心会館の齋藤彰俊らと共に格闘三兄弟の一人として活躍した。1991年にはリングスに参戦。5月11日の旗揚げ戦でSAWルールの試合を行い、12月7日からはリングスルールでの試合を行った。
1992年に大学を卒業、1994年には新格闘プロレス所属となり、1995年に西日本プロレスに所属後フリーとなった。4月20日にVALE TUDO JAPAN OPEN 1995の準決勝でヒクソン・グレイシーと対戦。1R2分7秒、スリーパーホールドで一本負け。
1997年からDDTプロレスリングに登場。DDTでは覆面レスラースーパー宇宙パワーになり新人レスラーのデビュー戦の相手を務めた。2000年より現場監督に就任。
2003年にWJプロレスに参戦して佐々木健介とシングルで対戦。2006年にはキングスロード、2008年にはバトラーツに参戦。他に不定期ながら池田大輔が率いるフーテンプロモーションにも参戦。2010年にハッスルに参戦。ハッスル崩壊後はハッスルMAN'Sワールドに参戦。2013年には、TAJIRI率いるWNCに参戦。
2014年10月28日、肺炎により死去。44歳没。12月9日、新木場1stRINGで木村浩一郎追悼興行が開催された。

## 女子総合格闘技への関わり
女子の総合格闘技に積極的に携わり、女子総合格闘技大会スマックガールにはレフェリーで参加しルールも作成。2001年10月にスマックガールのエースだった星野育蒔を看板に新たに女子の大会「AX」を旗揚げ。AXが2002年に活動休止してからは、2004年11月に修斗による女子大会「G-SHOOTO」の統括プロデューサーに就任。

## タイトル歴
DDTプロレスリング
- KO-D無差別級王座：3回
  - 第2代（木村浩一郎として）
  - 第7・9代（スーパー宇宙パワーとして）
- KO-Dタッグ王座：2回
  - 第2・3代（パートナーはMIKAMI）
- DDTタッグリーグ優勝
  - 2000年（木村浩一郎として。パートナーは橋本友彦）
- KO-Dタッグリーグ優勝
  - 2001年（スーパー宇宙パワーとして。パートナーはMIKAMI）

## 表彰
- 第42回国民体育大会　レスリング少年フリースタイル81kg級 3位

## 戦績
| 総合格闘技 戦績 | 総合格闘技 戦績 | 総合格闘技 戦績 | 総合格闘技 戦績 | 総合格闘技 戦績 | 総合格闘技 戦績 | 総合格闘技 戦績   |
| --------------- | --------------- | --------------- | --------------- | --------------- | --------------- | ----------------- |
| 3 試合          | (T)KO           | 一本            | 判定            | その他          | 引き分け        | 無効試合          |
| 1 勝            | 0               | 1               | 0               | 0               | 0               | {{{no contests}}} |
| 2 敗            | 0               | 2               | 0               | 0               | 0               | {{{no contests}}} |

| 勝敗 | 対戦相手             | 試合結果                           | 大会名                                   | 開催年月日    |
| ×    | ヒクソン・グレイシー | 1R 2:07 スリーパーホールド         | VALE TUDO JAPAN OPEN 1995 【準決勝】     | 1995年4月20日 |
| ○    | ウェイン・エモンズ   | 1R 6:41 フロントフェイスロック     | VALE TUDO JAPAN OPEN 1995 【敗者復活戦】 | 1995年4月20日 |
| ×    | トッド・ヘイズ       | 1R 2:55 フロントスリーパーホールド | VALE TUDO JAPAN OPEN 1995 【1回戦】      | 1995年4月20日 |

## 映画出演
- 龍が如く 劇場版 - ヤクザ役